# Topologieoptimierung
Die Topologieoptimierung ist ein computerbasiertes Verfahren, durch welches eine günstige Grundgestalt (Topologie) für Bauteile unter mechanischer Belastung berechnet werden kann. Sie wird im Bauingenieurwesen, der Luft- und Raumfahrttechnik, im Automobil- und Fahrzeugbau und in anderen Sparten des Maschinenbaus eingesetzt. Auf Grund des Top-Down-Ansatzes zur Reduktion nicht benötigten Materials, ist die Topologieoptimierung verwandt mit der Bionik, die sich mit der Nachahmung der Natur beschäftigt.
Ausgangspunkt des Verfahrens ist ein geometrischer Körper, welcher den Raum darstellt, der für das zu entwickelnde Bauteil maximal zur Verfügung gestellt werden soll. Dieser Körper wird als „Bauraum“ bezeichnet. Die Berechnung zeigt auf, welche Partien des Bauraums mit Werkstoff belegt werden sollen.
Für den Berechnungsablauf muss wiederholt die Beanspruchungsverteilung im Bauraum bestimmt werden. Dazu setzen Programme zur Topologieoptimierung heute üblicherweise die Finite-Elemente-Methode (FEM) ein. Während einige Implementierungen eigene Module für die FEM-Berechnung enthalten, ist für andere die Einbindung eines externen FEM-Programms erforderlich.
Bei der Modellierung der zu optimierenden Struktur wird weiterhin zwischen kontinuierlicher und diskreter Topologieoptimierung unterschieden.

## Kontinuierliche Topologieoptimierung
Bei der kontinuierlichen Topologieoptimierung wird ein kontinuierliches Bauteil innerhalb des zwei- oder dreidimensionalen Bauraums optimiert. Das Bauteil wird meist mit entsprechenden Finiten Elementen diskretisiert, wobei den Elementen dann jeweils eine Materialdichte zur Beschreibung der Materialverteilung zugewiesen wird. Diese fungiert als Entscheidungsvariable der Optimierung.

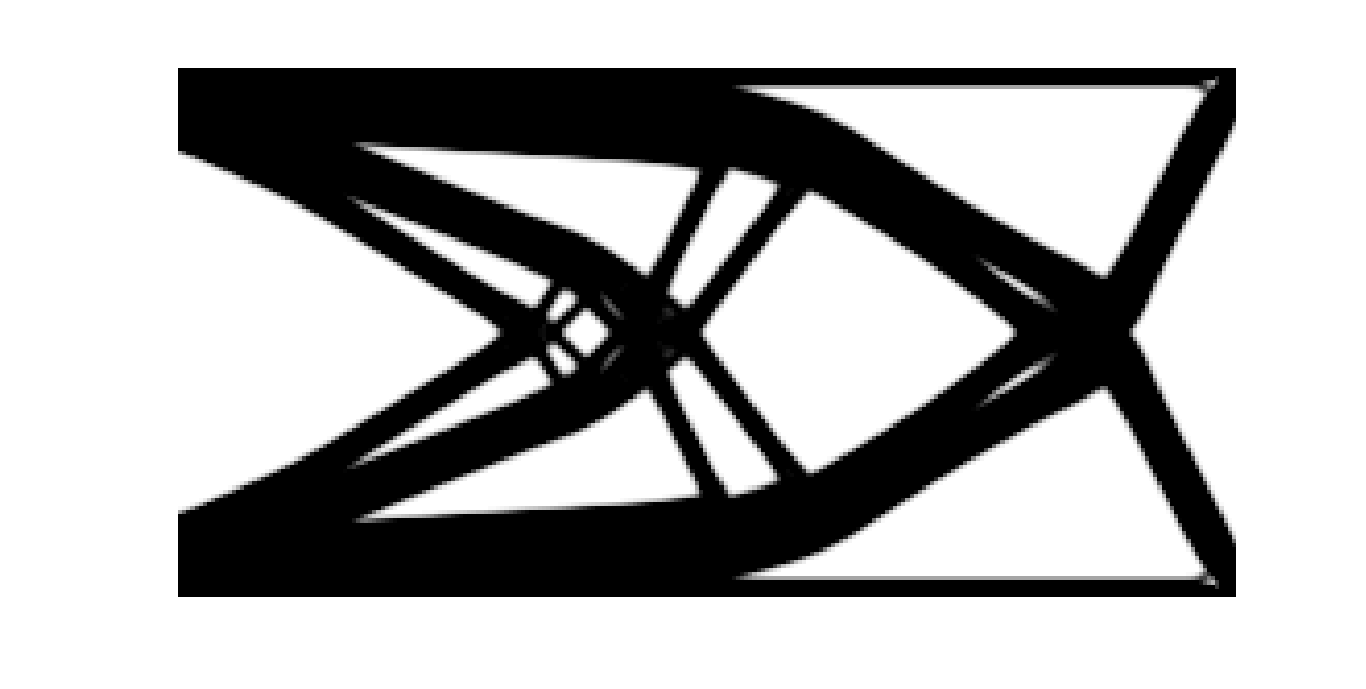
Unten rechts und oben rechts wirken abwechselnd Kräfte nach unten bzw. oben und der linke Rand ist gelagert.

Die Ergebnisse der Topologieoptimierung einer Zange mit Hilfe von Software TopOpt-2D.

In der Konstruktion wird die Topologieoptimierung eingesetzt, um Vorschläge für Erstentwürfe von Bauteilen zu erhalten. Dabei muss der Konstrukteur zuerst den maximal zur Verfügung stehenden Bauraum und die Randbedingungen (Lasten und Einspannungen) festlegen. Diese Daten werden in ein FE-Modell (FE = Finite Elemente) umgesetzt.
Grundsätzlich wird nach materieller und geometrischer Topologieoptimierung unterschieden. In der geometrischen Topologieoptimierung wird die Geometrie des Bauteils durch die Form der Außenberandung (äußerster Rand), also der Kanten und Oberflächen beschrieben. Dabei werden auch Aussparungen innerhalb der Bauteilberandung vorgenommen und in ihrer Form variiert. In der materiellen Topologieoptimierung wird die Geometrie eines Bauteils im Entwurfsraum beschrieben. Hierbei wird jedem finiten Element im Entwurfsraum eine Dichte zugewiesen. Bei einfachen Optimierungsalgorithmen wie den Optimalitätskriterien (z. B. Fully Stressed Design) wird die Dichte wie ein einfacher Ein-/Ausschalter entweder auf 0 oder auf 100 Prozent gesetzt. Bei Fully Stressed Design bleiben die Elemente erhalten, die nahe der maximal zulässigen Spannung beansprucht werden, so dass am Ende der Optimierung nahezu jedes Element des FE-Netzes hinsichtlich der Festigkeit vollständig ausgenutzt wird. Bei der mathematischen Programmierung handelt es sich um einen Optimierungsalgorithmus, der durch die partiellen Ableitungen der Zielfunktion die Änderung der einzelnen Parameter für die nächste Iteration bestimmt. Demnach muss hierbei eine stetige Dichteverteilung für eine Differenzierbarkeit vorliegen. Dabei wird in der so genannten Homogenisierungsmethode die Änderung der Dichte durch einen mikroskopischen Hohlkörper in jedem der Finiten Elemente beschrieben und anschließend über ein nichtlineares makroskopisches Materialgesetz in eine Änderung des E-Moduls überführt. Dadurch lassen sich die Spannungen und Verformungen des Bauteils berechnen. Als Ergebnis einer solchen Topologieoptimierung erhält man ein zerklüftetes, poröses Entwurfsmodell, das aufgrund der knochenartigen Struktur und der Vernachlässigung von Fertigungsrestriktionen nur eine Hilfe zur Gestaltfindung bietet. Eine Möglichkeit zur Verbesserung des Ergebnisses ist die Rückführung des FE-Modells in ein geglättetes CAD-Flächenmodell. Hierbei lassen sich ggf. auch Fertigungsrestriktionen berücksichtigen.

## Diskrete Topologieoptimierung
Eine der ersten Topologieoptimierungen wurde von Anthony George Maldon Michell durchgeführt. Dabei handelt es sich um eine diskrete Topologieoptimierung, bei welcher anstelle eines Kontinuums miteinander verbundene Punkte betrachtet werden (diskrete Topologie).
In der Regel wird ein Gitter aus Punkten innerhalb des Bauraums betrachtet. Diese Punkte sind mit Stäben in allen möglichen verschiedenen Varianten verbunden. Durch die Optimierung werden nun die optimalen Stäbe ausgewählt, wobei die Dicken (Querschnittsflächen) der Stäbe als Entscheidungsvariablen verwendet werden. Dieses Verfahren stellt also eine Möglichkeit dar, Fachwerke zu optimieren. Durch die geringere Anzahl an Entscheidungsvariablen und schnellere numerische Berechnung von Fachwerken im Vergleich zu Kontinua weist diese Optimierung in der Regel eine geringere Rechenzeit auf. Allerdings stellen Fachwerke auch ein stärker vereinfachtes Modell der Struktur dar und man erhält beispielsweise keine Information über die Ausgestaltung der Knoten.